# كلية بابسون
كلية بابسون Babson College مدرسة أعمال خاصة في ويليسلي بولاية ماساتشوستس. تأسست في عام 1919 ، وتركز بشكل أساسي على تعليم ريادة الأعمال. أسسها روجير بابسون. بابسون كمعهد رجال أعمال بالكامل ، ولكنه الآن مختلط.

## التاريخ

### معهد بابسون
في 3 سبتمبر 1919 ، مع تسجيل سبعة وعشرين طالبًا ، عقد معهد بابسون فصوله الأولى في المنزل السابق لروجر وجريس بابسون على طريق أبوت في ويليسلي هيلز. روجر بابسون ، مؤسس المدرسة ، شرع في تمييز معهد بابسون عن الكليات التي تقدم تعليمًا أساسيًا في مجال الأعمال. قدم المعهد تدريباً مكثفاً في أساسيات الإنتاج والتمويل والتوزيع في عام دراسي واحد فقط بدلاً من أربعة. تم تقسيم المنهج إلى أربعة مجالات: الاقتصاد العملي ، الإدارة المالية ، علم النفس التجاري والكفاءة الشخصية (التي غطت مواضيع مثل الأخلاق ، النظافة الشخصية والعلاقات بين الأشخاص). تفترض وتيرة البرنامج أن الطلاب سوف يتعلمون محتوى الفنون والعلوم في مكان آخر.
فضل Babson الجمع بين العمل في الفصل والتدريب الفعلي على الأعمال. يشكل رجال الأعمال المتمرسون غالبية أعضاء هيئة التدريس. لإعداد الطلاب بشكل أفضل لواقع عالم الأعمال ، ركز منهج المعهد بشكل أكبر على الخبرة العملية وأقل على المحاضرات. عمل الطلاب في المشاريع الجماعية والعروض التقديمية الصفية ، ولاحظوا عمليات التصنيع خلال الرحلات الميدانية للمصانع والشركات في المنطقة ، واجتمعوا مع المديرين والمديرين التنفيذيين ، وشاهدوا الأفلام الصناعية صباح يوم السبت.
كما حافظ المعهد على بيئة عمل كجزء من الحياة اليومية للطلاب. احتفظ الطلاب ، الذين طُلب منهم ارتداء ملابس احترافية ، بساعات عمل منتظمة (8:30 صباحًا حتى 5:00 مساءً ، من الاثنين إلى الجمعة و 8:30 صباحًا حتى الظهر يوم السبت) وتمت مراقبتهم عن طريق الضرب داخل وخارج الساعة على مدار الساعة. كما تم تكليفهم بمكتب مكتبي مجهز بهاتف وآلة كاتبة وآلة إضافة وديكتافون. كتب الأمناء الشخصيون واجبات الطلاب ومراسلاتهم في محاولة لعكس عالم الأعمال بدقة. كان روجر بابسون يهدف إلى «إعداد طلابه لدخول وظائفهم المختارة كمديرين تنفيذيين ، وليس أعضاء مجهولين في قوة العمل».
في عام 1969 ، أصبح بكالوريوس العلوم في إدارة الأعمال من معهد بابسون لمدة ثلاث سنوات ، لا يزال للشباب فقط ، وأصبح درجة البكالوريوس في العلوم لمدة أربع سنوات ، وأصبح المعهد كلية وتم قبول النساء لأول مرة.

#### تعاون الكلية الثلاثة
تشارك بابسون في تعاون ثلاث كليات مع كلية أولين وكلية ويليسلي (يُشار إلى التعاون غالبًا باسم BOW)